# Medicine Man
Pour plus de détails, voir Fiche technique et Distribution.
Medicine Man est un film américain réalisé par John McTiernan, sorti en 1992.

## Synopsis
Le docteur Rae Crane est envoyée par la fondation d'une société pharmaceutique dans la forêt amazonienne. Elle a pour mission de retrouver le professeur Robert Campbell, qui n'avait plus donné signe de vie depuis trois ans mais qui a recontacté la fondation pour des besoins en matériel. Le docteur Crane rencontre alors ce curieux scientifique, installé dans un village. Campbell prétend pouvoir guérir le cancer grâce à une substance contenue dans des arbres de la forêt. Mais la construction d'une route au cœur de la forêt va mettre en péril les projets de Campbell.

## Fiche technique
Sauf indication contraire, les informations mentionnées dans cette section peuvent être confirmées par les bases de données cinématographiques IMDb et Allociné,  présentes dans la section « Liens externes ».
- Titre original : Medicine Man
- Titre français : Medicine Man ou Medicine Man - Le sorcier de l'océan vert
- Réalisation : John McTiernan
- Scénario : Sally Robinson et Tom Schulman, d'après une histoire de Tom Schulman
- Musique : Jerry Goldsmith
- Direction artistique : Jesus Buenrostro et Don Diers
- Décors : John Krenz Reinhart Jr.
- Costumes : Marilyn Vance
- Photographie : Donald McAlpine
- Son : George H. Anderson, Chris David, Sergio Reyes
- Montage : Michael R. Miller
- Production : Donna Dubrow et Andrew G. Vajna
  - Production exécutive : Beau Marks
  - Production déléguée : Sean Connery
  - Direction financière : Craig B. Coogan
- Sociétés de production : Cinergi Pictures Entertainment (Cinergi Productions, détenteur des droits d'auteur), présenté par Hollywood Pictures
- Sociétés de distribution : Buena Vista Pictures Distribution (États-Unis) ; Columbia TriStar Films (France)
- Budget : 40 millions USD[1],[2]
- Pays de production :  États-Unis
- Langue originale : anglais
- Format : couleur (Technicolor) — 35 mm — 2,35:1 (Panavision) — son Dolby stéréo
- Genre : aventure, drame, romance
- Durée : 106 minutes
- Dates de sortie[3] :
  - États-Unis, Québec : 7 février 1992[4]
  - France : 27 mai 1992[5]
- Classification[6] :
  - États-Unis : accord parental recommandé, film déconseillé aux moins de 13 ans (PG-13 - Parents Strongly Cautioned)
  - France : tous publics[7]
  - Québec : tous publics (G - General Rating)[4]

## Distribution
- Sean Connery (VF : Jean-Claude Michel) : Dr Robert Campbell
- Lorraine Bracco (VF : Marie Vincent) : Dr Rae Crane
- José Wilker : Dr Miguel Ornega
- Rodolfo De Alexandre : Tanaki
- Francisco Tsiren Tsere Rereme : Jahausa
- Elias Monteiro Da Silva : Palala
- Edinei Maria Serrio Dos Santos : Kalana
- Bec-Kana-Re Dos Santos Kaiapo : Imana
- Angelo Barra Moreira : Medicine Man
- José Lavat : l'homme du gouvernement

## Production

### Genèse et développement
Le script est écrit par Tom Schulman et acheté pour près de 2,5 millions de dollars, Sally Robinson et Tom Stoppard procèdent ensuite à des réécritures,.

### Attribution des rôles
La distribution comprend 57 indiens indigènes de 9 tribus brésiliennes.

### Tournage
Le tournage a lieu de mars à juin 1991. Il se déroule au Mexique, notamment à Catemaco dans l’État de Veracruz et dans la Sierra Madre de Chiapas, . La cascade aperçue dans le film est celle d'Eyipantla.

### Bande originale
Albums de Jerry Goldsmith
Les Nuits avec mon ennemi
(1991) Basic Instinct
(1992)
La musique du film est composée par Jerry Goldsmith.
- Liste des titres

1. Rae's Arrival (5:06)
2. First Morning (3:46)
3. Campbell and the Children (1:57)
4. The Trees (6:01)
5. The Harvest (3:11)
6. Mocara (3:36)
7. Mountain High (2:41)
8. Without a Net (4:19)
9. Finger Painting (2:30)
10. What's Wrong (1:52)
11. The Injection (2:09)
12. The Sugar (2:08)
13. The Fire (2:10)
14. A Meal and a Bath (8:03)

## Accueil

### Accueil critique
Le film reçoit des critiques plutôt mitigées. Sur l'agrégateur américain Rotten Tomatoes, il ne récolte que 17% d'opinions favorables pour 23 critiques et une note moyenne de 4,20⁄10.

Dans Les Cahiers du cinéma, Vincent Vatrican écrit toutefois : 

« Il y a vers la fin du film ce plan qui recadre les visages de Sean Connery et Lorraine Bracco sur lesquels se réfléchissent comme dans un miroir les flammes de la forêt embrasée […], visages ravagés par une expression de terreur, sentiment aussi sûrement matérialisé et saisi qu'autrefois chez Jacques Tourneur. […] À lui seul, ce plan suffirait à racheter l'ensemble du film. »

### Box-office
Le film rapporte 45 500 797 USD aux États-Unis. En France, il totalise 355 466 entrées.

## Nomination
- Razzie Awards 1993 : pire actrice pour Lorraine Bracco[15]

## Éditions en vidéo
En France, le film Medicine Man est sorti en DVD le 23 février 2005 et en VOD le 16 janvier 2023.

## Autour du film
Le look du personnage de Sean Connery s'inspire en partie de celui du compositeur Jerry Goldsmith, notamment connu pour sa queue-de-cheval. L'acteur l'avait rencontré à une soirée.